# Fiume Buggiu
 (mai 2014).
Le fiume Buggiu est un fleuve côtier du département français de Haute-Corse, dans la région Corse. Il  se jette dans la mer Méditerranée.

## Géographie
D'une longueur de 10,1 kilomètres, le fiume Buggiu prend sa source sur la commune de Santo-Pietro-di-Tenda à l'altitude 567 mètres au-dessus de la fontaine de Veamo, juste à 500 mètres au nord de la Cima di Pedi Pilato (597 m).
Il coule globalement du sud-ouest vers le nord-est dans le désert des Agriates et s'appelle successivement de l'amont vers l'aval : le ruisseau de Veamo, le ruisseau de Mucali et le fiume Buggiu. Il est alimenté par le ruisseau de Valdolèse à 2,5 km de son embouchure.
Le fiume Buggiu rejoint la Mer Méditerranée dans le golfe de Saint-Florent sur la commune de Saint-Florent, entre la Punta Mortella  et l'embouchure du fiume Santu au nord, et l'anse de Fornali et son phare au sud.
Les cours d'eau voisins sont : à l'ouest le Liscu, au nord le fiume Santu et au sud-est l'Aliso.

### Communes et cantons traversés
Dans le seul département de la Haute-Corse, le Buggiu traverse les deux communes suivantes, dans deux anciens cantons, dans un seul nouveau canton, dans le sens amont vers aval, de Santo-Pietro-di-Tenda (source) , Saint-Florent, (embouchure).
Soit, en termes de cantons, le Buggiu prend source dans l'ancien canton du Haut-Nebbio et a son embouchure dans l'ancien canton de la Conca-d'Oro, le tout dans le nouveau canton de Biguglia-Nebbio, dans l'arrondissement de Calvi.

### Bassin versant
La superficie du bassin versant est de 47 km2.

### Organisme gestionnaire
L'organisme gestionnaire est le Comité de bassin de Corse, depuis la loi corse du 22 janvier 2002.

## Affluents
Le Buggiu a deux affluents référencés :
- le ruisseau de Purette (rd[note 1]) 5,1 km, sur les quatre communes de Saint-Florent, San-Gavino-di-Tenda, Santo-Pietro-di-Tenda, et Pieve, avec un affluent :
  - le ruisseau de Spizicciu (rd) 1,4 km sur les trois communes de San-Gavino-di-Tenda, Santo-Pietro-di-Tenda, et Rapale.
- le ruisseau de Valdolèse (rg) 2,3 km, sur les trois communes de Saint-Florent, San-Gavino-di-Tenda, Santo-Pietro-di-Tenda.

### Rang de Strahler
Donc le rang de Strahler est de trois.